# Cerastium orithales
Cerastium orithales är en nejlikväxtart som beskrevs av Diederich Franz Leonhard von Schlechtendal. Cerastium orithales ingår i släktet arvar, och familjen nejlikväxter. Inga underarter finns listade i Catalogue of Life.